# Сталевий Щур рятує світ
Стале́вий Щур ряту́є світ (англ. The Stainless Steel Rat Saves the World) — фантастичний роман американського письменника Гаррі Гаррісона, що входить у серію Сталевий Щур. Шостий по внутрішній хронології серії. Виданий 1972 року.

## Сюжет

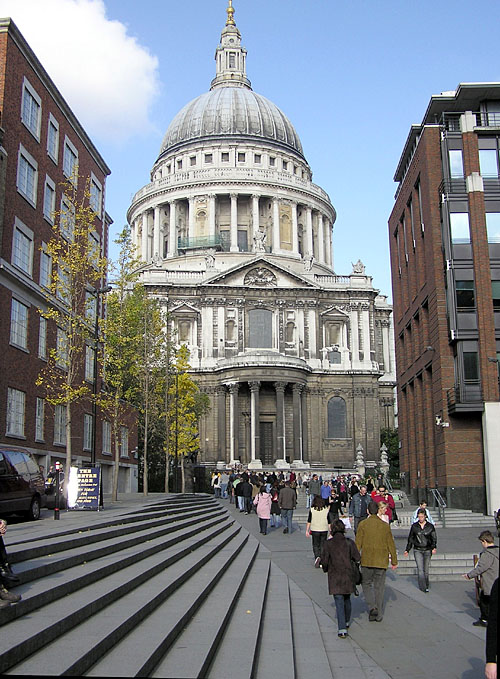
Собор святого Павла (Лондон). Саме це місце вибрав за лігво «Він» в альтернативному 1807 році. Тут відбуваються останні сцени перебування Сталевого щура у цьому році.

Таємничий ворог з далекого майбутнього збирається знищити Спеціальний Корпус до його появи, а потім захопити всю галактику. Джеймс Болівар ді Гріз, невловний шахрай, вимушений вирушити на 30 тисяч років тому, в 1975 рік, а може навіть ще раніше, на планету, звану «Бруд» та «Земля», щоб запобігти катастрофі.
Події починаються в штаб-квартирі Спеціального Корпусу, де під час бесіди Інскіна та Ді Гріза, голова Корпусу зникає розчиняючись у повітрі. Як виявилося на Корпус здійснено напад невідомих часових злодіїв, які корегуючи минуле змінюють дійсність. Звичайно першими на кого вони звернули увагу стала сама сильна у галактиці спецслужба. Співробітник Корпусу професор Койдзу використавши машину часу (темпоральну спіраль) відправляє Ді Гріза у минуле до легендарної прабатьківщини людства, планети яка має назву Земля чи Бруд (за його словами «чи щось таке»). Час прибуття за місцевим календарем було обрано 1975 рік, як вказує Койцзу це 32 598 років тому, що дає можливість датувати час дії роману (і всієї серії) приблизно як 34 573 рік від Різдва Христового).
19 липня 1975 року. Потрапивши до Землі головний герой знайомиться з місцевим злодюжкою від якого отримує деякі знання про планету. Після подій із пограбуванням банку і поліпшенням матеріального становища головний герой шукаючи темпоральних злодіїв попадає в їх засідку та опиняється у полоні. Відбувається знайомство з головним антагоністом роману, з особою, яку звати Він. Людиною чий розум має можливість міняти тіла. Це величезна людина з червоним обличчям. Чиє тіло складене з частин інших тіл. Ця особа суцільно божевільна (як і його посіпаки) але зорганізовано божевільна, ще й наділена гіпнотичними вадами. Після бійки між Ним та Ді Грізом, Він зникає у темпоральній спіралі, а Ді Гріз вимушено залишається у 1975 році. У Мексиці за допомоги воскреслого розуму професора Койдзу було створено нову машину часу і головний герой відбуває на пошуки свого ворога.
1807 рік. Підготовлений професором головний герой опиняється у Великій Британії, де в цей час відчувається діяльність темпоральних злочинців. Як виявилося Ді Гріз опиняється в альтернативному минулому, де Британія була захоплена військами Наполеона. За допомоги місцевого опору Ді Гріз зміг потрапити до лігва ворога, але знову програв бійку. Після того як Він, залишив 1807 рік, часовий зашморг повинен був замкнутися, знищивши усіх хто був в ньому. На допомогу Ді Грізу приходить його дружина Анжела, з якою вони вирушають в майбутнє на пошуки Його.
20 000 років тому (приблизно 21 807 рік). Ді Гріз із дружиною опиняються у болоті і вирушають на пошуки часового злодія. При цих пошуках вони вступають в бійки з місцевими жителями, та знайомляться з загоном марсіан (переселенці з Землі які колонізували Марс). Після того, як Ді Гріз з дружиною, при підтримці марсіан, потрапляють до міста на горі, відбувається чергова сутичка з Ним. Ворог зникає на машині часу, залишивши героїв з замінованими ядерними ракетами котрі повинні були вибухнути через годину. Але за допомоги інструкціям які прибули з майбутнього герої змогли відсунути детонацію ракет на 28 днів, що дало можливість марсіанам залишити планету і самим вирушити у свій час. Основний час роману. Ді Гріз святкує перемогу. Професор пояснює події, темпоральний злодій вирушив в минуле (у 1975 рік), щоб почати звідтіля знищувати Корпус. Вин вимушений навічно то наздоганяти героя, то тікати від нього, він опинився у часовій пастці. Таємниця його походження так і зостається таємницею. Ді Гріз з дружиною, з підрослими синами (у реальному часі пройшло п'ять років) збираються вирушити до другого Медового місяця. Сталевий Щур, Анжела та професор підіймають келихи виголошуючи тост «За злодіїв у часі».

## Прабатьківщина людства
У цьому романі Гаррісон звертається до історії Землі і її загибелі. На часи подій роману ця планета вже легендарна, але професор Койдзу посилається на архіви які збереглися. Планета вже як тисячу років знищена ядерними вибухами. Головний герой потрапляє на планету невдовзі перед тим як планета загинула. На планеті залишився лише один континент та декілька островів (колишні вершини гір), оскільки розтавши льодовики викликали підняття Світового Океану. На планеті підвищений радіаційний фон, та жорстке ультрафіолетове випромінення. Місцева фауна значно мутувала. Від мешканців Марса, герой узнає попередні події. Коли почали танути льодовики та змінюватися клімат, людство направило погляди на найближчу планету і почало колонізувати Марс. Сумісними зусиллями людство Землі доставляли до Марса лід з кілець Сатурна, та змінювали природні умови на красній планеті, що згодом дало можливість її заселити. Через деякий час на Землі почали відбуватися зміни, почалися війни, владу захоплювали диктаторські режими. Починаються сутички між колоністами на Марсі і завойовникам з майже живої планети Земля. Цей період отримав назву Роки Смерті. Відносини між планетами було розірвано, через деякий час марсіани намагалися допомогти землянам, але ті вбивали чужинців з великою насолодою. Під дією сонячної радіації тварини, рослини та люди значно мутували. Люди були постійною загрозою самі собі, але не Марсу, так було поки Він не об'єднав їх зусилля. За часів коли відбуваються події роману, Він править вже 200 років. Місію на землю марсіани здійснили тому, що Він почав погрожувати Красній планеті ядерними ракетами.
Оскільки головний герой не знешкодив ракети, а лише відклав їх детонування на 28 днів, то можливо сказати, що невдовзі відбулися саме ті вибухи, що знищили планету і про які розповідав професор на початку роману.

## Дієві особи
- Джеймс Болівар Ді Гріз — головний персонаж роману міжгалактичний шахрай.
- «Він» — головний антагоніст роману. Особа з безсмертним розумом, який має можливість використовувати штучні тіла. Його походження та доля невідомі.
- Анжела — дружина головного героя.
- Джеймс та Болівар — діти головного героя.
- Інскін — голова секретної служби Спеціальний Корпус, керівник головного героя.
- Професор Койдзу — науковець, співробітник Корпусу.
- Граф Д'Ознон — французький аристократ, учасник опору наполеонівській владі.
- Діян — голова марсіанського загону на Землі.

## Місця подій
- Земля — планета гіпотетична праматір людства.
  - 1975 рік — події відбуваються у Грінфілді (Каліфорнія, США), та у Тіхуані (Баха-Каліфорнія, Мексика);
  - 1807 рік — події відбуваються у Великій Британії (Оксфорд та Лондон);
  - 20 000 років після 1807 року (приблизно 21 807 рік).

## Грошові одиниці
- Кредити Ліги — основна грошова одиниця галактики;
- Долар США — валюта США (планета Земля).
- Соверен — грошова одиниця Великої Британії. Ді Гріз купив ці гроші у 1975 році для подорожі у 1807 рік. Тут є помилка автора, оскільки відновили карбування соверена у 1816 році, до цього золотою монетою Британії була гінея.